# Saint-Pierre-du-Regard
Saint-Pierre-du-Regard är en kommun i departementet Orne i regionen Normandie i nordvästra Frankrike. Kommunen ligger i kantonen Athis-de-l'Orne som tillhör arrondissementet Argentan. År 2022 hade Saint-Pierre-du-Regard 1 335 invånare.

## Befolkningsutveckling
Antalet invånare i kommunen Saint-Pierre-du-Regard
| Referens: INSEE |